# Nematoplana caribbea
Nematoplana caribbea är en plattmaskart som beskrevs av Curini-Galletti 1992. Nematoplana caribbea ingår i släktet Nematoplana och familjen Nematoplanidae.
Artens utbredningsområde är Karibiska havet. Inga underarter finns listade i Catalogue of Life.